# Isle
 Isle  (en occitano Isla) es una población y comuna francesa, situada en la región de Lemosín, departamento de Alto Vienne, en el distrito de Limoges y cantón de Limoges-Isle.

## Demografía
| 2909 | 4732 | 5808 | 6863 | 7292 | 7691 | 7488 |
| Para los censos de 1962 a 1999 la población legal corresponde a la población sin duplicidades (Fuente: INSEE [Consultar]) |      |      |      |      |      |      |